# Aquilino Iniesta
Aquilino Iniesta López (Albacete, 1972) es un funcionario y político español del Partido Popular, subdelegado del Gobierno en Albacete desde enero de 2017 hasta julio de 2018.

## Biografía
Nació en Albacete en 1972. Licenciado en Derecho por la Universidad de Castilla-La Mancha y máster en Alta Dirección Pública y en Contratación Administrativa, es funcionario de carrera de las administraciones estatal y autonómica. Ha ocupado diferentes cargos de responsabilidad en las administraciones estatal, autonómica y local.
Entre 2011 y 2015 fue director gerente de la Agencia del Agua, vicepresidente de la entidad de derecho público Infraestructuras del Agua de Castilla-La Mancha, viceconsejero de Fomento de la Junta de Comunidades de Castilla-La Mancha y presidente del consejo de administración de la empresa pública Gicaman. 
En la administración ha desempeñado, entre otros, los siguientes puestos: letrado de la entidad de derecho público Aguas de Castilla-La Mancha, jefe de sección de gestión económica del Ministerio del Interior y de apoyo de la Gerencia de Justicia en Castilla-La Mancha, jefe de servicio de calidad y sostenibilidad ambiental de la Delegación de Agricultura en Albacete y jefe del servicio jurídico-administrativo de la Gerencia Municipal de Urbanismo en el Ayuntamiento de Albacete.
El 2 de enero de 2017 fue nombrado subdelegado del Gobierno en Albacete, cargo del que tomó posesión el día 16 del mismo mes. Fue cesado de su cargo el 26 de julio de 2018 como consecuencia del cambio de Gobierno en España producto de una moción de censura.